# Detlef Michael Noack
Detlef Michael Noack (* 25. November 1925 in Berlin-Spandau; † 9. Dezember 2014 in Prien am Chiemsee) war ein deutscher Fotograf, Kunsthistoriker und Hochschullehrer.

## Leben
Noack studierte nach dem Zweiten Weltkrieg an der Hochschule für Bildende Künste Berlin die Fächer Malerei und Grafik, später an der Freien Universität Berlin die Fächer Kunstgeschichte und Philosophie. Nach einem Aufenthalt an der Sorbonne in Paris machte er ausgedehnte Studienreisen durch Frankreich, Spanien, Italien und Griechenland. Seine Dissertation im Jahre 1956 hatte zum Thema Die farbige Reproduktion von Kunstwerken: Entwicklung, Methoden und Möglichkeiten unter besonderer Berücksichtigung der Farbphotographie. Zu seinem 1957 erschienenen Bildband über Griechenland schrieben sowohl Konrad Adenauer als auch Hermann Hesse ein Vorwort, die Einleitung erfolgte von Rudolf Hagelstange. In den 1950er und 1960er Jahren erschienen weitere seiner Fotobücher.
Noack arbeitete von 1959 bis 1963 als Fotograf und Leiter des Fotoarchivs am Deutschen Archäologischen Institut Madrid und war anschließend bis 1968 Leiter des Goethe-Instituts in São Paulo in Brasilien. Im selben Jahr wurde er Lehrstuhlinhaber an der Staatlichen Hochschule für Bildende Künste in Kassel. Von 1975 bis 1977 wirkte er als Gründungspräsident an der Hochschule der Künste (HdK) in Berlin.
Zusammen mit seiner Mitarbeiterin Barbara Gretenkord sammelte Noack auf ausgedehnten Reisen durch Lateinamerika über 11000 Farbdiapositive von Sakralbauten  und deren Innenausstattung aus dem 16. bis 19. Jahrhundert. Diese Reisen hatten ihren Schwerpunkt in den Jesuitenreduktionen des 16. bis 18. Jahrhunderts in den Gebieten der heutigen Staaten Brasilien, Argentinien, Paraguay und Bolivien. Noack überließ das Archivmaterial dem Kunsthistorischen Institut der Freien Universität Berlin, es kann für Forschung und eventuell notwendige Restaurierungen verwandt werden. Ein Beispiel dafür ist die Kirche San Pedro in der Stadt Sica Sica in Bolivien, die 1998 ihre gesamte Innenausstattung verlor, jedoch von den beiden Wissenschaftlern mit 73 Farbdiapositiven dokumentiert ist.
Detlef Michael Noack verfügte über eine Privatsammlung an Faksimiles von 530 Bänden, die seine Witwe und seine Tochter 2015, ein Jahr nach Noacks Tod, dem Kunsthistorischen Institut der  Freien Universität Berlin zum Geschenk machten für Lehre und Forschung.

## Schriften
- Dissertation an der Freien Universität Berlin, 1956.
- Griechenland. Rembrandt-Verlag, Berlin 1957.
- Aufnahmen zu Frühe Japaner. Buchillustrationen aus dem Bestand der Kunstbibliothek in Berlin, Auswahl und Text: Ottomar Starke, Knorr & Hirth München/Ahrbeck 1958.
- Farbfenster französischer Kathedralen. Egger Verlag, Köln, um 1958. (DNB 575256699)
- Spanien. Rembrandt-Verlag, Berlin 1961.
- Tut Ench Amun. Egger Verlag, Köln 1967.
- Diathek zur Deutschlandkunde, Zwei Sammlungen à 24 Dias und Text. Institut für Auslandsbeziehungen 1985 und 1986.